# Marco Thomas Bosshard
Marco Thomas Bosshard (* 1976 in Zürich) ist ein deutscher Romanist.

## Leben
Er studierte von 1996 bis 2002 allgemeine und vergleichende Literaturwissenschaft, Theaterwissenschaft und Lateinamerikanistik an der FU Berlin (2002 Magister Artium); Studienaufenthalte an der Universität Paris VIII und in Lima. Von 2002 bis 2003 war er Lektor im sozialwissenschaftlichen Verlag Edition Parabolis. Von 2003 bis 2005 war er Lehrbeauftragter am Lateinamerika-Institut der Freien Universität Berlin. Von 2005 bis 2007 war er wissenschaftlicher Mitarbeiter für Spanische Literaturwissenschaft an der Universität Kassel. Von 2007 bis 2011 war er wissenschaftlicher Mitarbeiter für Romanische Literaturwissenschaft (Spanisch, Französisch, Portugiesisch) an der Albert-Ludwigs-Universität Freiburg. Von 2007 bis 2017 war er Programmleiter für iberoromanische Belletristik und Sachbücher im Verlag Klaus Wagenbach. Nach der Promotion 2010 in romanischer Philologie an der Albert-Ludwigs-Universität Freiburg lehrte er von 2011 bis 2014 als Juniorprofessor für Iberoromanische Kulturwissenschaft mit dem Schwerpunkt Lateinamerika an der Ruhr-Universität Bochum. Von 2014 bis 2015 vertrat er den Lehrstuhl für Romanische Literaturwissenschaft (Französisch und Spanisch) an der Albert-Ludwigs-Universität Freiburg. Seit 2015 lehrt er als Professor für Spanische Literatur- und Kulturwissenschaft im europäischen Kontext an der Europa-Universität Flensburg.

## Schriften (Auswahl)
- Ästhetik der andinen Avantgarde. Gamaliel Churata zwischen Indigenismus und Surrealismus. Berlin 2002, ISBN 3-932089-95-2.
- als Herausgeber mit Juan-Manuel García Serrano: Madrid. Eine literarische Einladung. Berlin 2008, ISBN 3-8031-1250-8.
- La reterritorialización de lo humano. Una teoría de las vanguardias americanas. Pittsburgh 2013, ISBN 1-930744-54-4.
- Churata y la vanguardia andina. Lima 2014, ISBN 978-0-9747750-6-7.